# Lenguaje formalizado
El lenguaje formalizado es un lenguaje sometido a unas «reglas fijas de formación de expresiones y significados». Es una de las características esenciales del lenguaje científico. Incluso hay autores que llegan a opinar que la ciencia en sí misma no es más que un lenguaje. Esto es especialmente notable e importante en la lógica y las matemáticas.

## El lenguaje natural y el lenguaje artificial
Las lenguas naturales son propias de la especie humana, y cada una de ellas es el vehículo de comunicación de una determinada colectividad; tienen un aprendizaje en gran medida gobernado por factores innatos y culturales y un uso inconsciente en los primeros años de vida.
Los lenguajes artificiales y formales suponen una creación consciente, metódica, regida por convenciones arbitrarias y establecidas por los especialistas. Se requiere un aprendizaje deliberado y planificado para usarlas con algún propósito.
Mientras los lenguajes naturales tienden hacia su diversificación, los artificiales tienden a su universalización: las matemáticas, el esperanto o el dominio del latín en su momento y el inglés actualmente, no como lenguaje expresivo, sino como lenguaje-instrumento para el conocimiento científico-técnico, independiente de su dimensión de lenguaje expresivo.
El número de campos en los que podemos considerar el proceso de formalización de un lenguaje es muy amplio. Los mapas, señales de tráfico, morse, etc.; el mismo arte y la publicidad en lo que tienen de moda y técnica requieren cierta formalización en los procesos expresivos.
En cuanto al uso, los naturales son los que empleamos en la vida corriente, son nuestro modo de expresión habitual; mientras que los artificiales tienden a un uso restrictivo en sus diversos ámbitos científicos, o contextos técnicos o comerciales.
Y esto ocurre porque el lenguaje natural lo que tiene de riqueza expresiva lo tiene de ambigüedad e imprecisión, y por lo mismo de falta de rigor. 
¿Cómo quieres que vaya de noche a verte si el perro de tu padre sale a morderme?
La frase anterior sólo en el contexto pragmático puede tener un significado determinado; si no es el caso que el autor de la expresión, irónicamente, esté jugando precisamente con la equivocidad y anfibología que da un doble sentido a la expresión en un juego meramente retórico.

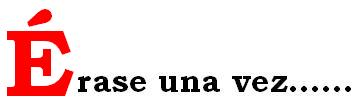
Ejemplo de una expresión formalizada para ser aplicada a una situación concreta.

La ciencia necesita ante todo rigor, y restringe el uso de determinados términos y expresiones a un significado preciso y determinado, que significan lo que quieren significar para aquellos que conocen el código previo, la clave previamente codificada de la interpretación que se pretende y no de otra.
Aunque aparentemente, para el profano, pueda parecerle que está leyendo el mismo lenguaje que el suyo ordinario, cuando no entiende lo que lee, es porque esa apariencia se rompe al no tener las claves de la formalización a la que se ha sometido el lenguaje ordinario. Experiencia que tenemos cuando leemos algún escrito de un nivel superior al de nuestros conocimientos.
Por eso conviene distinguir entre significación y comunicación. Lo primero consiste en crear códigos según un sistema; lo segundo, un sistema de transmisión que es interpretado conforme al sistema de códigos.
Eso explica que el lenguaje científico tienda hacia la codificación, formalizando palabras y expresiones con un preciso significado en ese determinado contexto y no en otro; dando por supuesto que es el lector el que tiene que estar a ese nivel de la interpretación para producir la posible comunicación.
De ahí su tendencia a lo abstracto conceptual y genérico y el ideal de poder reducir todo a un cálculo en el que se definen los signos como átomos lógicos cuyo contenido significativo quede reducido a un campo de variabilidad, o dominio de discurso previamente definido; un universo en el que se definen las relaciones sintácticas con los otros signos.
Es decir un lenguaje universal en el que los signos carezcan de objeto de significación individualizada pero el conjunto y sus leyes, como lenguaje, puedan interpretar o representar un sistema, una forma de interpretar el mundo y la realidad, una teoría. 
Platón en sus diálogos, tanto en el "Gorgias" como en el "Cratilo", plantea ya con profundidad el tema del lenguaje y su relación con el conocimiento de la realidad. Representa la culminación de un proceso de exposición sistemática del conocimiento de la realidad y su expresión lingüística, como manifestación de la verdad del conocimiento.
Por lo mismo que los sofistas representados tanto en Gorgias como en Calicles, se preocupan por la significación de las palabras, en tanto que convenciones sociales que hacen posible la comunicación como instrumento de la interpretación subjetiva, y encuentra su sentido en la retórica.
Ya en este momento la cuestión planteada entre el convencionalismo del lenguaje o la naturaleza del lenguaje en relación con la representación conceptual de las cosas aparece en toda su profundidad.
La ciencia necesita utilizar el lenguaje en la forma que mejor represente los conceptos que pretende explicitar, aunque para ello tenga que violentar el lenguaje natural como instrumento de comunicación, es decir formalizándolo.
Es tradicional en la ciencia, en general, utilizar raíces de origen griego o latino para expresar conceptos precisos, pues el griego primero y luego el latín, fueron los primeros lenguajes de la ciencia con un sentido universal: dinamis {\displaystyle \rightarrow } fuerza, movimiento. Geo {\displaystyle \rightarrow } relativo a la tierra. Termo {\displaystyle \rightarrow } calor etc. lo que da lugar a numerosos términos "Geografía", "Geología", "Termodinámica" etc.
Aristóteles decía que la ciencia requería un uso adecuado a la finalidad que se pretende que en este caso no es otro que manifestar la verdad. Por eso llamó al lenguaje científico «lenguaje apofántico».
Ya los egipcios, los asirios etc. usaban una formalización para la expresión de las cantidades, y conocieron el cálculo aritmético y de medidas de figuras geométricas, que no deja de ser una formalización de un conocimiento o técnica expresado en un lenguaje. Los textos jurídicos, asimismo, representan una formalización de lenguaje, lo mismo que las expresiones rituales de las ceremonias religiosas, las adivinaciones etc.
Cada actividad especializada, cada grupo social formado alrededor de un campo de interés común, genera una cierta formalización del lenguaje, un uso específico para ese contexto social y cultural, que no deja de ser una formalización, por más informal que sea. Así, por ejemplo, las bandas tienen sus jergas, los deportistas sus chistes o bromas, lo mismo que cada grupo de amigos genera un cierto modo de expresión cuyo código de significados es únicamente percibido por los que «están al loro», es decir, están en el ámbito o «juego» en el que dicha formalización tiene sentido.
Pero es la formalización del lenguaje científico, la formalización en la expresión del conocimiento donde se plantea la verdadera formalización del lenguaje, con sentido universal.

## Proceso de formalización

Ejemplo de un lenguaje formalizado.

La ciencia utiliza el lenguaje como instrumento necesario para lo que se sigue una pauta general, la formalización, es decir precisar al máximo el significado de las palabras y expresiones.
Todas las ciencias realizan un proceso de formalización del lenguaje natural para acomodarlo mejor a sus necesidades. Cuanto más nivel científico, generalmente la formalización del lenguaje es mucho más exigente y estricta.
Cuando la formalización es tal que los términos lingüísticos son sustituidos por variables sin significado alguno, símbolos, y la sintaxis se define como formas de relación de dichos símbolos, se dice que el lenguaje es formalizado y simbolizado. Tal es el proceso que siguen las Matemáticas y la Lógica. Son por eso, ciencias formales.

## El ideal de un lenguaje perfecto
A lo largo de la historia, ha habido numerosos intentos de encontrar un lenguaje que fuera capaz de realizar el ideal señalado por Aristóteles, como manifestación clara de la verdad, sin error, un lenguaje perfecto.
Posiblemente muchas de las expresiones que han quedado como "latinajos" no dejan de manifestar que detrás de esa expresión, ya no hay nada que decir, que está todo claro con ella. Un recuerdo de lo que fue el latín como instrumento de expresión universal de la ciencia, al menos en Europa, hasta bien entrada la Edad Moderna.
De hecho, fue Descartes el primero que empezó a utilizar la lengua vernácula en los escritos científicos, si bien es verdad que alternándolo con el latín, que todavía algunos autores utilizaban en el siglo XIX, de la misma forma que hoy día se utiliza el inglés.

### La Antigüedad y la Edad Media
Si seguimos el consejo de Bachelard (1973): No vacilemos en extremar nuestra tesis para que se vuelva bien nítida... la aritmética no es, como tampoco la geometría, una promoción natural de la razón inmutable. La aritmética no está fundada en la razón. Es la doctrina de la razón la que está fundada en la aritmética elemental. Antes de saber contar apenas sabíamos qué era la razón. En general, el espíritu debe plegarse a las concidiones del saber
Probablemente los primeros pasos de una formalización son cuestiones prácticas que resuelven situaciones comunes de la vida diaria, sobre cuyos resultados se establece un procedimiento que viene a ser la formalización del proceso exitoso, al que, finalmente, se le acaban encontrando las razones de su éxito en la teoría que lo confirma.
Que la primera función del lenguaje es expresiva y comunicativa parece evidente cuando el primer sonido gutural del recién nacido es un lloro que está llamando a la solución de una necesidad. Lo que viene a significar que el primer código de significación vendría dado por la biología como adaptación y creencias y fuente de las primeras evidencias. Eco (1997) sostiene que alguna conexión tiene que haber entre lo real y el signo lingüístico en la función semiótica, como proceso "a quo".
Pero de la misma forma que primero es el lenguaje natural y después la gramática cuando la lengua está consolidada, así ocurre con la mayoría de las ciencias, y desde luego con las matemáticas.
Tan importante era para Homero medir sus versos para contar la Iliada, como para el cabrero o el pastor, poder estar seguro de que las ovejas que habían salido por la mañana eran las mismas que las que habían entrado por la noche en el aprisco. El cálculo nace de las pidrecitas que juntaban para irlas moviendo por cada oveja que entraba. Y eso es ya una formalidad de un lenguaje.
Las formas de contar probablemente son los primeros ejemplos de formalización técnica del lenguaje. De la misma forma que los primeros mapas de la tierra es una formalización determinada acerca del conocimiento de la tierra.
Históricamente, sin duda, la primera gran formalización, es la aparición de la escritura.
Desde los comienzos de la filosofía la relación lenguaje-pensamiento-realidad ha sido considerada como fundamento de la ciencia.
Platón plantea con toda profundidad la relación entre palabra-concepto, concebido éste, como idea, la verdadera realidad de las cosas, si bien esta realidad no pertenece a este mundo de la experiencia sensible. 
Aristóteles al concebir las ideas como formas de las cosas, en este mundo sensible y de la experiencia, establece la distinción entre "nombre" (sustancia) y "predicado" (concepto) y justifica que la ciencia no sea solo una lógica, una dialéctica del pensamiento, como pensaba Platón, sino un instrumento para el conocimiento del mundo, como conocimiento científico. Sin embargo su silogismo depende excesivamente del lenguaje, al interpretar la oración enunciativa como un juicio categórico.
El juicio aristotélico se interpreta como una unión o separación, atribución o no atribución, de un predicado (lógica) a un sujeto, dando por supuesto la existencia real de individuos portadores de predicados.
Los estoicos destacaron que es la «oración», como proposición, la que en verdad es portadora del sentido de verdad. Pero la relación de la oración como conjunto de palabras, las palabras en sí mismas y su sentido lógico con la realidad de las cosas sigue siendo un tema de investigación permanente.
La tradición aristotélica, en la llamada filosofía tradicional, tuvo gran importancia en la formalización de los razonamientos, hasta tal punto que la escolástica se obligaba a formalizar sus argumentos según la técnica silogística.
Seguramente el primer escrito, que conocemos, concebido de una manera formalizada, según unas leyes previamente establecidas de razonamiento lógico, es la fundamental obra de Euclides, "Elementos", siglo IV a. de C; donde se construye según un sistema formal partiendo de unos postulados y teoremas de ellos deducibles. Esta obra ha sido el texto fundamental del conocimiento matemático hasta entrado el Renacimiento.
Que el lenguaje condiciona el desarrollo de la ciencia fue una experiencia clara para los matemáticos con la sustitución del sistema de numeración romana por el sistema de numeración posicional y decimal con la introducción del 0, aportación india, y su presentación por los árabes en Europa en la Baja Edad Media.
El sistema decimal fue fundamental para el desarrollo en primer lugar de la contabilidad, y más adelante para el desarrollo del álgebra, y el estudio de las funciones algebraicas.
El concepto de función por tablas ya era practicado en la Universidad de Oxford en el siglo XIV, donde empezaron a ponerse en cuestión las teorías aristotélicas del movimiento, sometiendo la experiencia a mediciones cuantitativas.
La idea de un lenguaje o algoritmo capaz de poder determinar la verdad científica de manera clara y segura, incluidas las verdades de la fe, ya aparecen en el intento de Ramon Llull(Raimundo Lulio), 1253-1315, en su “ars magna”.

### La Edad Moderna
El Renacimiento italiano, el quattrocento, marca definitivamente el progreso al plantearse el debate entre los partidarios del algoritmo, del uso del cálculo escrito con cifras arábigas y la definición de operaciones, frente a los abacistas, con el triunfo definitivo de aquellos.
El simbolismo es estudiado primeramente en Alemania, la resolución de ecuaciones en Italia y en Francia se da la transición de lo particular a lo general mediante una notación de gran potencia operativa, por el holandés, Simon Stevin 1548-1620 y sobre todo François Viète 1540-1603.
El cálculo empezó a ser aplicable a cuestiones prácticas, tales como la descripción de los movimientos de los planetas Kepler, el movimiento de caída, Galileo, quien llegó a afirmar que la Naturaleza está escrita en lenguaje matemático.
La aplicación del cálculo a la balística para el tiro de los cañones, y la posibilidad de medida en la experimentación física, constituyeron las bases de lo que va a ser el prototipo de ciencia como tal, en el sentido moderno, abandonando definitivamente el aristotelismo y la explicación esencial cualitativa , para avanzar por el camino de la cuantificación de los fenómenos y la experimentación de laboratorio, que hizo posible el desarrollo de una lógica empírica.
Pero el avance hacia un ideal de cálculo definitivo lo establecieron los racionalistas, Descartes, Leibniz y Newton.
Descartes concibe el «método científico» sobre el convencimiento de que la Razón en su penetración lógica de la realidad podría por análisis, a partir de las intuiciones evidentes, llegar al conocimiento de todo.
El saber conceptual para Leibniz vendría a consistir en las combinaciones posibles de todos los elementos primitivos, las mónadas, y sus conexiones como relaciones esenciales. Ideó así una Characterística Universalis, que otorgaría a los conceptos ciertos rasgos numéricos cuyas relaciones lógicas podrían constituir una especie de alfabeto del lenguaje humano, que sometido a reglas analíticas permitiera ampliar el conocimiento de todo, distinguiendo lo posible, lo composible y lo real, esto último efecto de una “Harmonia Preestabilita” (Armonía preestablecida) por Dios.
Así, Spinoza pudo concebir su “Ethica ordine geométrico demonstrata” 1677.

Tanto Leibiniz como Pascal trabajaron y construyeron máquinas de cálculo.
El éxito de la física por su matematización viene a constituir el ejemplo más firme que hizo pensar, mecanicismo, que es el lenguaje matemático el fundamento de toda la ciencia de la naturaleza explicada según la mecánica de fuerzas y movimiento de elementos atómicos, como masas, materia. La síntesis fundamental es la obra de Newton.
Los empiristas no fueron tan optimistas. La distinción entre palabra e idea así como entre idea y objeto, hacían muy difícil aceptar la capacidad de la razón para tener acceso al conocimiento de la realidad como tal. Así lo entendieron Locke, y sobre todo Hume quien con su crítica despertó al racionalista Kant de su "sueño dogmático".

### La Edad Contemporánea
Durante este tiempo asistimos a una auténtica revolución en el campo de la ciencia y sus aplicaciones técnicas, con la revolución industrial.
Los cálculos resuelven muchos problemas del conocimiento científico que se aplican a la realidad del mundo. Pero un enorme crecimiento del lenguaje y cálculo lógico-matemático explora nuevas formalizaciones y genera y amplía universos conceptuales, que se van separando cada vez más del universo perceptivo natural en una especulación que parece un mero juego de lenguaje y cálculo. Universos que, sin embargo, encuentran sentido y aplicación en la interpretación del mundo perceptivo mediante las adecuadas teorías científicas.
El cambio fundamental se produce superando el marco establecido por Newton con la posibilidad de formalizar matemáticamente universos no concebidos puntualmente como cuerpos separados y situados en un espacio-tiempo inmutable, tesis fundamental de Newton, sino en la posibilidad de concebir el universo como sistema dinámico.
La derivación e integración de funciones ayudan a resolver la mayoría de los problemas que la ciencia física se está planteando, pero las nuevas interpretaciones lógico-matemáticas permiten superar una mecánica vectorial newtoniana y construir una mecánica analítica, que se convierte en una ciencia plenamente matemática.
Para ello el mundo físico deja de ser considerado como un conjunto de N partículas y se pasa a la consideración de un espacio de configuración en el que podemos configurar cualquier sistema mecánico según la función de Joseph-Louis de Lagrange que define al sistema por su “vis viva”, su capacidad de acción, que es la suma de la energía cinética del sistema y su energía potencial.
La función de Lagrange permite considerar las leyes y teorías físicas a partir de un principio variacional, y se constituye en el principio de investigación de la ciencia física hasta el momento actual de la física cuántica.
Las ecuaciones de Euler-Lagrange de segundo grado respecto a las velocidades son transformadas por Hamilton en las ecuaciones canónicas, que se interpretan en un espacio de 2n dimensiones respecto al espacio de configuración pero las velocidades son lineales y aporta no sólo la posición de los puntos del sistema sino las velocidades de dichos puntos. Es lo que es conocido como espacio de fases.
Todavía Hamilton-Jacobi reducen la transformación canónica a una sola función, que, si bien en la mecánica tradicional tuvo poca influencia en la resolución de problemas ofrece un punto de vista fundamental para el estudio de las ondas y es fundamental en el desarrollo posterior en la física cuántica en su doble dimensión de mecánica de matrices Heisenberg y mecánica ondulatoria (Schrödinger). 
Ocurre lo mismo con las geometrías no euclídeas de Riemann y Lobatchewsky y culmina el proceso con la Teoría de la Relatividad y la Mecánica cuántica. 
En otras palabras, el lenguaje lógico-matemático hace posible el avance de la ciencia por unos caminos de otra forma imposibles de conocer.
Lo relevante en el tema que nos ocupa es la capacidad especulativa lógico-matemática como lenguaje formalizado; la capacidad de formalización de sistemas consistentes e independientes de la experiencia, que acaban ofreciendo soluciones y planteando nuevos problemas e interpretaciones del mundo según teorías que marcan el progreso del conocimiento científico.
No procede aquí enumerar todas las situaciones que se dieron en este espacio de tiempo; corresponde a la historia de la ciencia su consideración.
Pero los grandes matemáticos se vieron en la necesidad de encontrar la unidad de principio matemático, la unificación del lenguaje en un fundamento definitivo, como lenguaje universal apto para manifestar la verdad científica, que es propiamente el tema que nos ocupa. 
Y de la misma forma que los principios de la lógica aparecían claros y pocos, pretendieron fundamentar la matemática en la Lógica o, por así decir, fundamentar los principios.

## Intuicionismo y formalismo
Seguramente fue Boole el primero que inició este proceso de unificación intentando matematizar la lógica. Así en sus intentos de analizar la demostración de la existencia de Dios o matematizar la Ethica de Spinoza inicia el cálculo proposicional, que completado con los trabajos de Augustus De Morgan inician lo que se ha dado en llamar “Lógica matemática”. 
Pero es más tarde con los estudios simbólicos de Frege y los trabajos sobre axiomática y geometría de Peano, los que iniciaron el camino para la definitiva pretensión de encontrar los principios lógicos que fundamentarían definitivamente la Matemática, esfuerzo que fue realizado por Russell y Whitehead en sus Principia Matemática (1910-1913). 
La creencia en que la lógica es anterior a la matemática, el logicismo, pareció por un momento haber conseguido definitivamente el lenguaje perfecto, el lenguaje Bien Hecho, en que pudiera expresarse todo conocimiento verdadero en su fundamento lógico, como imagen del mundo.
No obstante en el mismo punto de la producción de sus Principia Matemática las paradojas lógicas estaban minando su alcance: paradoja de Cantor, y la propia paradoja de Russell, planteaban que la fundamentación no era ni tan sencilla ni tan clara.
Dos caminos posibles: intuicionismo y formalismo.
Finalmente el teorema de Gödel pone de manifiesto que un sistema formalmente perfecto, esto es, consistente, decidible y completo, no es posible; si es completo no es decidible y si es decidible no es completo.

## La informática como lenguaje formalizado
Por otro lado, como abstracción formalizada de cálculo, el desarrollo lógico-matemático adquiere un papel importantísimo en la investigación científica y una aplicación que ha transformado profundamente los modos de producción y de vida de la sociedad actual: la informática.